# فرد واتسون
فرد واتسون (بالإنجليزية: Fred Watson)‏ هو لاعب كرة قدم أسترالية أسترالي، ولد في 3 مارس 1882 في Hawthorn, Victoria ‏ في أستراليا، وتوفي في 8 يوليو 1968 في محافظة بايرنسدال في أستراليا.

## وصلات خارجية
- فرد واتسون على موقع AustralianFootball.com (الإنجليزية)
- فرد واتسون على موقع AFLtables.com (الإنجليزية)